# Луома, Микко
Микко Луома (фин. Mikko Luoma; род. 22 июня 1976, Ювяскюля, Финляндия) — финский хоккеист, защитник клуба ЮП.

## Карьера
Начинал карьеру на родине, где играл за клубы «Дискос», ЮП и «Таппара».
В 2002 году был выбран клубом «Эдмонтон Ойлерз» на драфте НХЛ под 181-м номером.
В сезоне 2003/04 провёл 3 матча в составе «Эдмонтон Ойлерз». В том же сезоне играл в АХЛ за «Торонто Роудраннерс».
После возвращения из Канады играл в Швеции за «Мальмё», «Линчёпинг» и «ХВ71».
В сезоне 2009/10 играл в КХЛ за «Атлант». В мае 2010 года вернулся в «ХВ71».
Чемпион Финляндии 2002/03 в составе клуба «Таппара». Чемпион Швеции 2007/08 в составе клуба «ХВ71».

## Международная
Участник двух чемпионатов мира в составе сборной Финляндии — в 2006 и 2008 годах, на обоих турнирах его команда занимала 3-е место.